# Zdzisław Ciećko
Zdzisław Ciećko (ur. 9 lutego 1942 w Pawłowie) – profesor nauk rolniczych, nauczyciel akademicki Uniwersytetu Warmińsko-Mazurskiego w Olsztynie i innych uczelni, specjalista w zakresie chemii rolnej, kształtowania środowiska i ochrony środowiska.

## Życiorys
W 1966 ukończył studia w Wyższej Szkole Rolniczej w Olsztynie, następnie podjął pracę na macierzystej uczelni, na Wydziale Rolniczym. Na podstawie napisanej pod kierunkiem Teofila Mazura rozprawy pt. Wpływ nawożenia mineralnego o różnym stosunku N:P:K na plon i jakość ziemniaków odmiany Bem otrzymał w 1971 stopień naukowy doktora. W 1977 uzyskał na podstawie dorobku naukowego oraz rozprawy pt. Wpływ zróżnicowanego nawożenia na wysokość plonów, zawartość makroskładników i aminokwasów w bulwach ziemniaka stopień doktora habilitowanego na  macierzystej uczelni (działającej od 1972 pod nazwą Akademia Rolniczo-Techniczna w Olsztynie). W 1986 nadano mu tytuł naukowy profesora nauk rolniczych.
W latach 1978-1984 kierował Punktem Konsultacyjnym ART w Ostrołęce, w latach 1984-1987 był prodziekanem, w latach 1987-1990 dziekanem Wydziału Rolniczego. Od 1999 kierował Katedrą Chemii Środowiska na Wydziale Kształtowania Środowiska i Rolnictwa nowo utworzonego Uniwersytetu Warmińsko-Mazurskiego w Olsztynie.
Został nauczycielem akademickim w Wydziale Kształtowania Środowiska i Rolnictwa UWM, Wszechnicy Mazurskiej oraz Wyższej Szkoły Ekologii i Zarządzania w Warszawie. Wszedł także w skład Komitetu Gleboznawstwa i Chemii Rolnej Polskiej Akademii Nauk.